# Regius Professor of Psychiatry (London)

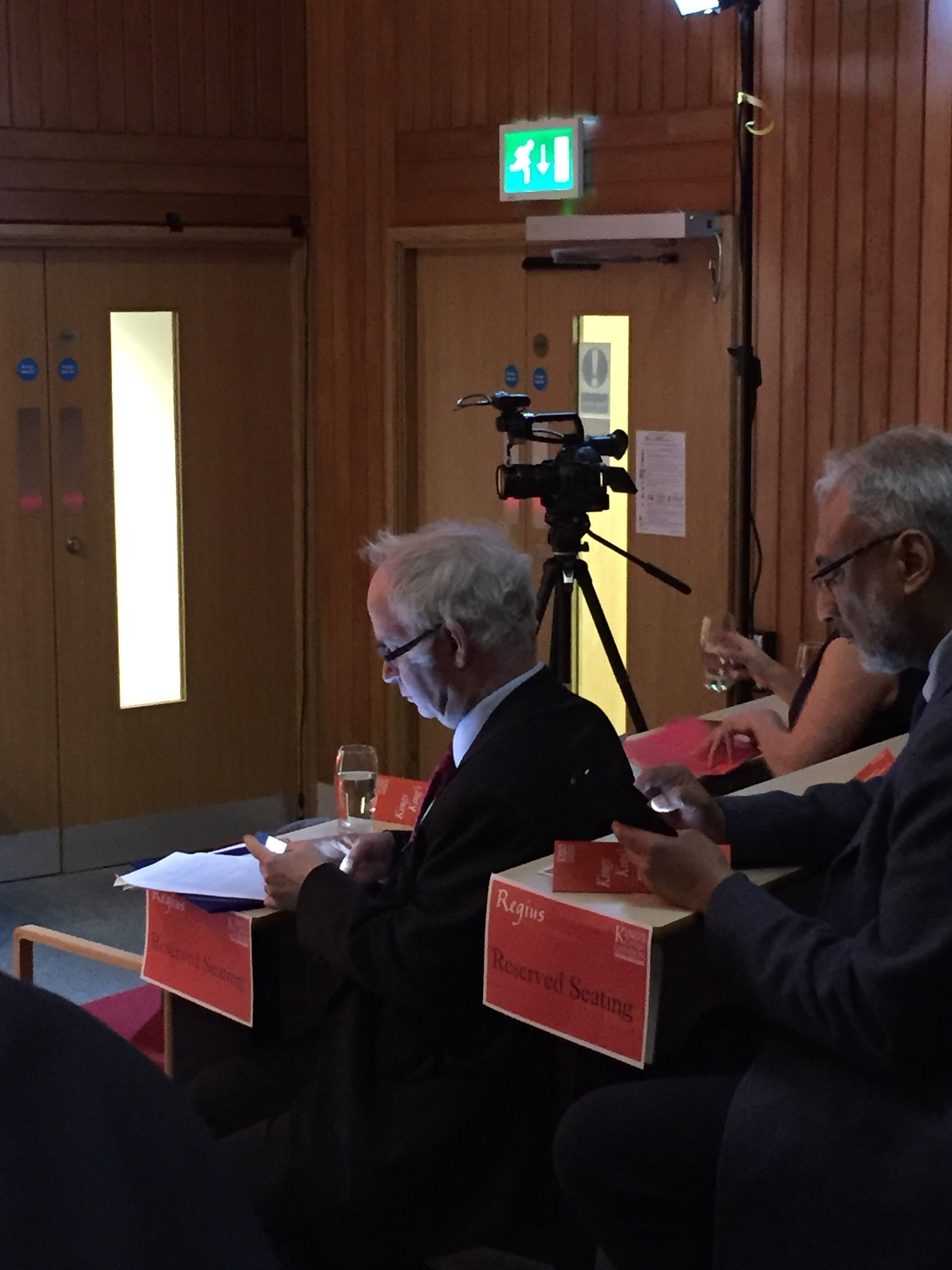
Simon Wessley bei der Einführungsvorlesung als Regius Professor

Der Regius Professor of Psychiatry ist eine von zwölf Regius Professuren, die durch Elisabeth II. anlässlich ihres Diamantenen Thronjubiläums 2013 gestiftet wurden. Dieser Lehrstuhl ist die erste Regius Professur für Psychiatrie und die erste am King’s College London. Die Wahl der Universitäten und der Fächer wurde aufgrund der qualitativ hochwertigen Ausbildung und der Forschung in den jeweiligen Fachgebieten getroffen.

## Geschichte der Professur
Das an das King’s College London angeschlossene Maudsley Hospital ist für eine ganze Reihe von Entdeckungen und Forschungen bekannt: Verständnis der Neuropathologie der Epilepsie, psychiatrische Epidemiologie und Genetik, Einführung der kognitiven Verhaltenstherapie und Entwicklung der globalen, mentalen Gesundheitsvorsorge. Darüber hinaus wurde am Maudsley auch ein neues Modell der Pflege eingeführt, in welchem Forschung, Lehre und die Reintegration der Patienten in die Gesellschaft in einer Institution angestrebt werden. Für diese und weitere Leistungen wurde das King’s College als Institution ausgewählt. Nach der Bekanntgabe der neuen Regius-Professur vergingen drei Jahre, bis im Oktober 2016 die Ernennung von Simon Wesseley zum ersten Regius Professor of Psychiatry. Seine Einführungsvorlesung hielt Wessely am 4. Mai 2017.

## Inhaber
| Name                   | Namenszusatz | von          | bis  | Anmerkung |
| ---------------------- | --- | ------------ | ---- | --- |
| vakant                 | | 2013         | 2017 | Die Ernennung von Simon Wesseley wurde im Oktober 2016 bekanntgegeben. |
| Simon Wessely          | M.A., B.A., B.M. B.Ch. (Oxon); M.R.C.P., M.R.C. Psy.ch., M.Sc., M.D. (Oxon), F.R.C.P., F.R.C. Psych, F.Med Sa (Psychiat) | 1. Feb. 2017 |      | In Zusammenarbeit mit dem Maudsley Hospital hat das Institute of Psychiatry (IoP) des King’s College psychische Erkrankungen, deren Behandlung und deren Platz in der Gesellschaft neu definiert. Die Stiftung der Professur wird vor allem der Gesamtleistung der Institutionen zugesprochen. Der erste Professor war gleichzeitig auch Präsident des Royal College of Psychiatrists. |
| Edward Thomas Bullmore | FRCP, FRCPsych, FMedSci                                                                                                  | 1. Juni 2025 |      | Bullmore wechselte von der University of Cambridge an das King's College. |